# ديغورا
ديغورا (بالروسية: Дигора) هي إحدى مدن روسيا في الكيان الفدرالي الروسي أوسيتيا الشمالية-ألانيا.